# Aloysius Bertrand
Aloysius Bertrand  (Ceva, Italië, 20 april 1807 – Parijs, 29 april 1841 was een Frans dichter.
Aloysius Bertrand schreef een verzameling gedichten, genaamd Gaspard de la nuit; Maurice Ravel baseerde hierop zijn compositie, die bestaat uit de drie delen "Ondine", "Le Gibet" en "Scarbo". Bertrand introduceerde de proza-poëzie in de Franse literatuur en inspireerde de symbolistische dichters.
In 1814, toen hij zeven jaar oud was, verhuisden zijn ouders naar  Dijon.  Door zijn bijdragen aan de lokale krant kreeg hij erkenning van Victor Hugo en Sainte-Beuve.  Hij woonde korte tijd in Parijs, maar had daar maar weinig succes. Hij keerde terug naar Dijon, waar hij voor de lokale kranten bleef schrijven. In 1836 slaagde hij erin Gaspard te verkopen, maar het werd pas na zijn dood in 1842 (hij stierf aan tuberculose) gepubliceerd. Het boek werd opnieuw ontdekt door Baudelaire en Mallarmé. Tegenwoordig wordt het beschouwd als een klassiek werk van de Franse literatuur.
- Biblioteca Nacional de España: XX1204997
- Bibliothèque nationale de France: cb11891727r (data)
- Catàleg d'autoritats de noms i títols de Catalunya: 981058521252206706
- CiNii: DA03822480
- Digitale Bibliotheek voor de Nederlandse Letteren: bert021
- Gemeinsame Normdatei: 118656805
- International Standard Name Identifier: 0000 0001 2139 2988
- Library of Congress Control Number: n85049035
- MusicBrainz: f3072378-2ca1-4216-b850-2876ea680594
- Bibliotheek van het Japanse parlement: 00433175
- Nationale Bibliotheek van Tsjechië: jn20000700164
- Nationale bibliotheek van Australië: 35779540
- Nationale Bibliotheek van Israël: 987007258665305171
- Nationale en Universitaire bibliotheek Zagreb: 000006941
- Nederlandse Thesaurus van Auteursnamen: 070279373
- Réseau des bibliothèques de Suisse occidentale: 02-A000019253
- LIBRIS: 300056
- SNAC: w6bc45kx
- Système universitaire de documentation: 026724782
- Trove: 1083568
- Virtual International Authority File: 73850059
- WorldCat: E39PBJfh7pjVQQFFrGx4fxVKVC